# Röllecken
Röllecken ist ein Ortsteil der Stadt Attendorn im Kreis Olpe (Nordrhein-Westfalen) und hat 434 Einwohner (Stand 30. Juni 2024).

## Lage
Der Ort liegt östlich des Kernortes Attendorn an der Landesstraße L 880 im Repetal. Östlich liegt Grevenbrück, nördlich Borghausen und südwestlich Sankt Claas. Am nordwestlichen Ortsrand erstreckt sich das 1,35 ha große Naturschutzgebiet Dünscheder Heide.

## Geschichte
Urkundlich wird Röllecken erstmals 1454 erwähnt.
Röllecken gehörte zur Gemeinde Helden, die im Rahmen der kommunalen Neugliederung teilweise in die Stadt Attendorn eingegliedert wurde.
Im Ort ist seit 1979 die Möbelfirma MöbelKönig ansässig.

### Einwohnerentwicklung
| Jahr | Einwohner |
| ---- | --------- |
| 1536 | 10*       |
| 1565 | 10*       |
| 1783 | 8         |
| 1819 | 13        |
| 1839 | 11        |
| 2012 | 470       |
| 2015 | 505       |
| 2020 | 449       |

*) aufgrund von Häuserzahlen geschätzte Werte